# 熱田公
熱田 公（あつた いさお、1931年2月5日 - 2002年9月3日）は、日本の歴史学者。神戸大学名誉教授。

## 経歴
和歌山県那賀郡上岩出村（現：岩出市）に上野家の次男として生まれる。1943年和歌山県立粉河中学校に入学。翌1944年中退し、大坂陸軍幼年学校に入学するが、敗戦により復員し、和歌山県立粉河中学校に復学し、1948年卒業。1953年、卒業論文「中世末期における国人層の動向」をまとめ、京都大学文学部史学科国史学専攻卒業。1960年、京都大学大学院文学研究科博士課程単位修得退学、京都大学文学部助手となる。
1970年に神戸大学教育学部助教授に転任、1979年同教授、1992年神戸大学文学部教授。神戸大学を退職した後は、1994年から大手前女子大学文学部教授。兵庫県立歴史博物館館長も務めた。
1988年、遊戯史学会創設時の会長。

## 著書

### 単著
- 『日本を創った人々 大内義隆』平凡社、1979年
- 『集英社版日本の歴史11 天下一統』集英社、1992年
- 『中世寺領荘園と動乱期の社会』思文閣出版、2004年

### 監修・編著
- 『日本史の舞台5 室町絢爛の日々』集英社、1982年
- 『日本古文書学論集9』吉川弘文館、1987年
- 『戦乱の日本史6 下剋上の幕開け』第一法規、1988年
- 『赤松一族の盛衰』神戸新聞総合出版センター、2001年
- 『群雄たちの興亡 播磨戦国史』神戸新聞総合出版センター、2002年

## 論文
- CiNii>熱田公